# 美國國家圖書獎
美國國家圖書獎（又譯美国国家书卷奖）是美國文學界的最高榮譽之一，始於1950年，每年11月在纽约颁奖，设有小说、非小说、诗歌、少年图书4个大奖，颁发给前一年出版的文学作品，并向做出卓越贡献的作家颁发终身成就奖。评奖宗旨是扩大美国文学的影响、吸引读者以及提高作品的文化价值。

## 历史
国家图书奖的起源最早可以追溯到1930年代，二战期间停止运作，战后由美国书商协会（American Booksellers Association）、美国图书出版理事会（American Book Publishers Council）和图书厂商协会（Book Manufacturers Institute）联合重新在业内发起评奖颁奖活动，1950年在纽约华尔道夫酒店举行颁奖仪式，引起大众的关注。
1950年代开始，国家图书奖的评奖规则、种类不断变化，从1988年开始由全国图书基金会（National Book Foundation）负责评奖、颁奖事宜，每年11月在纽约举行颁奖典礼及晚宴。

## 獎項
入选国家图书奖的原则是上一年度美国籍作者在美国出版的作品，设立4大类别，每个类别经专家评议后在9月份公布入选名单（共40名）、10月份公布最终入选名单，每个类别5名（共20名），11月在颁奖仪式上公布大奖获得者名单。最终入选名单者获得1000美元奖金及奖章、大奖获得者获得1万美元奖金及奖杯。除了4个大奖外，国家图书奖评委会每年还对做出重大贡献的人士颁发美国文学杰出贡献奖（Medal of Distinguished Contribution to American Letters）以及卓越服务奖（Literarian Award for Outstanding Service），以表彰这些人士在美国文学领域的终身成就。

## 小说奖
1950年起颁发。
- 1950: 纳尔逊·艾格林《金臂人（英语：The_Man_with_the_Golden_Arm_(novel)）》
- 1951: 威廉·福克纳《威廉·福克纳故事集（英语：Collected_Stories_of_William_Faulkner）》
- 1952: 詹姆斯·琼斯（英语：James_Jones_(author)）《乱世忠魂（英语：From_Here_to_Eternity_(novel)）》
- 1953: 拉尔夫·艾里森《隐形人（英语：Invisible_Man』）》
- 1954: 索尔·贝洛《阿奇正传》
- 1955: 威廉·福克納《寓言（英语：A_Fable）》
- 1956: 约翰·奥哈拉《北弗雷德里克街十号（英语：Ten_North_Frederick）》
- 1957: 赖特·莫里斯（英语：Wright_Morris）《视野》
- 1958: 约翰·齐弗《华普肖编年史（英语：The_Wapshot_Chronicle）》
- 1959: 伯纳德·马拉默德《魔桶（英语：The_Magic_Barrel）》
- 1960: 菲利普·罗斯《再见，哥伦布（英语：Goodbye,_Columbus）》
- 1961: 康拉德·里希特（英语：Conrad_Richter）《The Waters of Kronos》
- 1962: 沃克·柏西《影迷（英语：The Moviegoer）》
- 1963: J·F·鲍尔斯（英语：J._F._Powers）《Morte d'Urban》
- 1964: 约翰·厄普代克《马人》
- 1965: 索尔·贝洛《赫索格》
- 1966: 凯瑟琳·安·波特《凯瑟琳·安·波特短篇小说选（英语：The_Collected_Stories_of_Katherine_Anne_Porter）》
- 1967: 伯纳德·马拉默德《修配工（英语：The_Fixer_(novel)）》
- 1968: 桑顿·怀尔德《第八日》
- 1969: 杰茲·科辛斯基（英语：Jerzy_Kosiński）《Steps》
- 1970: 乔伊斯·卡罗尔·欧茨《他们》
- 1971: 索尔·贝洛《赛姆勒先生的行星》
- 1972: 弗兰纳里·奥康纳《短篇小说合集（英语：The_Complete_Stories_(O'Connor)）》
- 1973: 约翰·巴思《奇美拉（英语：Chimera_(Barth_novel)）》
- 1973: 约翰·威廉斯《奥古斯都》
- 1974: 托马斯·品钦《万有引力之虹》
- 1974: 艾萨克·巴什维斯·辛格《羽毛的王冠及其他故事（英语：A_Crown_of_Feathers_and_Other_Stories）》
- 1975: 罗伯特·斯通（英语：Robert_Stone_(novelist)）《狗士兵（英语：Dog_Soldiers_(novel)）》
- 1975: 托马斯·威廉斯（英语：Thomas_Williams_(writer)）《哈罗德·鲁克斯的头发（英语：The_Hair_of_Harold_Roux）》
- 1976: 威廉·盖迪斯《小大亨（英语：J_R）》
- 1977: 华勒斯·史达格纳《旁观鸟（英语：The_Spectator_Bird）》
- 1978: 玛丽·李·塞特尔（英语：Mary_Lee_Settle）《血领带（英语：Blood_Tie）》
- 1979: 提姆·奥布莱恩《追寻卡西艾托（英语：Going_After_Cacciato）》
- 1980(精装本)： 威廉·斯蒂隆（英语：William_Styron）《苏菲亚的选择》
- 1980(平装本)：约翰·艾文《盖普眼中的世界》
- 1981(精装本): 萊特·莫里斯（英语：Wright_Morris）《Plains Song: For Female Voices》
- 1981(平装本)：约翰·齐弗《约翰·齐弗短篇小说集（英语：The_Stories_of_John_Cheever）》
- 1982(精装本): 约翰·厄普代克《兔子富了（英语：Rabbit_Is_Rich）》
- 1982(平装本)：威廉·麦克斯韦（英语：William_Keepers_Maxwell_Jr.）《再见，明天见（英语：So_Long,_See_You_Tomorrow_(novel)）》[1]
- 1983(精装本): 爱丽丝·华克《紫色姐妹花》
- 1983(平装本)：尤多拉·韦尔蒂《尤多拉·韦尔蒂短篇小说集（英语：The_Collected_Stories_of_Eudora_Welty）》
- 1984: 埃伦·吉尔克里斯特（英语：Ellen_Gilchrist）《Victory Over Japan: A Book of Stories》
- 1985: 堂·德里罗《白噪声（英语：White_Noise_(novel)）》
- 1986: E·L·多克托罗《世界博览会（英语：World's Fair (novel)）》
- 1987: 拉里·海涅曼（英语：Larry_Heinemann）《帕科的故事（英语：Paco's_Story）》
- 1988: 皮特·德克斯特（英语：Pete_Dexter）《巴黎鳟鱼（英语：Paris_Trout_(novel)）》
- 1989: 约翰·凯西（英语：John_Casey_(novelist)）《斯巴蒂娜（英语：Spartina_(novel)）》
- 1990: 查尔斯·约翰逊（英语：Charles_R._Johnson）《中间通道（英语：Middle_Passage_(novel)）》
- 1991: 诺曼·拉什（英语：Norman_Rush）《交配（英语：Mating_(novel)）》
- 1992: 戈马克·麦卡锡《天下骏马（英语：All_the_Pretty_Horses_(novel)）》
- 1993: 安妮·普露《真情快递（英语：The_Shipping_News）》
- 1994: 威廉·盖迪斯《他自己的嬉戏（英语：A Frolic of His Own）》
- 1995: 菲利普·罗斯《萨巴斯剧院（英语：Sabbath's_Theater）》
- 1996: 安德里亚·巴雷特（英语：Andrea_Barrett）《Ship Fever and Other Stories》
- 1997: 查尔斯·弗雷泽（英语：Charles_Frazier）《冷山（英语：Cold_Mountain_(novel)）》
- 1998: 爱丽丝·麦克德莫特（英语：Alice_McDermott）《魅力比利（英语：Charming_Billy）》
- 1999: 哈金《等待（英语：Waiting_(novel)）》
- 2000: 苏珊·桑塔格《在美国（英语：In_America_(novel)）》
- 2001: 强纳森·法兰森《修正（英语：The Corrections）》
- 2002: 朱莉娅·格拉斯（英语：Julia_Glass）《Three Junes》
- 2003: 雪莉·哈扎德（英语：Shirley_Hazzard）《大火（英语：The Great Fire (Hazzard novel)）》
- 2004: 莉莉·塔克（英语：Lily_Tuck）《巴拉圭新闻（英语：The_News_from_Paraguay）》
- 2005: 威廉·T·沃尔曼（英语：William_T._Vollmann）《欧洲中部》
- 2006: 理察·鲍爾斯《回声制造者（英语：The_Echo_Maker）》
- 2007: 丹尼斯·约翰逊（英语：Denis_Johnson）《烟树（英语：Tree_of_Smoke）》[2]
- 2008: 彼得·马西森《影子国家（英语：Shadow_Country）》
- 2009: 科拉姆·麦卡恩《让伟大的世界旋转（英语：Let_the_Great_World_Spin）》
- 2010:  杰米·戈登（英语：Jaimy_Gordon）《恶作剧之王（英语：Lord_of_Misrule_(novel)）》
- 2011:  杰丝明·沃德[3]《拾骨（英语：Salvage_the_Bones）》
- 2012:  路易丝·厄德里奇《圆屋（英语：The_Round_House_(novel)）》
- 2013:  詹姆斯·麦克布莱德（英语：James_McBride_(writer)）《上帝之鸟（英语：The Good Lord Bird）》
- 2014:  菲尔·克莱（英语：Phil_Klay）《重新部署（英语：Redeployment_(short_story_collection)）》
- 2015:  阿当·庄臣《幸运微笑（英语：Fortune_Smiles）》
- 2016:  科尔森·怀特黑德《地下铁道（英语：The_Underground_Railroad_(novel)）》
- 2017:  杰丝明·沃德《黑鸟不哭（英语：Sing,_Unburied,_Sing）》
- 2018:  西格丽德∙努涅斯（英语：Sigrid_Nunez）《挚友》[4]
- 2019:  苏珊·崔（英语：Susan_Choi）《信任练习（英语：Trust_Exercise）》[5]
- 2020:  游朝凯《唐人街内部》[6]
- 2021：杰森·莫特（英语：Jason Mott）《地狱之书》（Hell of a Book）
- 2022：特丝·冈蒂（英语：Tess Gunty）《兔子窝（英语：The Rabbit Hutch）》
- 2023：贾斯廷·托雷斯（英语：Justin Torres）《黑幕（英语：Blackouts (novel)）》
- 2024：珀西瓦尔·埃弗里特（英语：Percival Everett）《詹姆斯（英语：James (novel)）》[7]

## 非小说奖
1950年起颁发，1964年起进一步细分为艺术和文学、历史和传记、科学、哲学和宗教等类别，1984年起重新整合为非小说类别。
- 1950：拉尔夫·L·鲁斯克（英语：Ralph_L._Rusk） 《The Life of Ralph Waldo Emerson》
- 1951：牛顿·阿尔文（英语：Newton_Arvin）《赫尔曼·梅尔维尔》
- 1952：蕾切尔·卡森《周遭之海》
- 1953：伯纳德·A·德沃托（英语：Bernard_DeVoto）《The Course of Empire》
- 1954：布鲁斯·卡顿 《沉寂的阿波麦托克斯（英语：A Stillness at Appomattox）（卷三）》
- 1955：约瑟夫·伍德·克魯奇（英语：Joseph_Wood_Krutch） 《The Measure of Man》
- 1956：赫伯特·库布利（英语：Herbert_Kubly） 《An American in Italy》
- 1957：乔治·凯南 《俄国退出大战》
- 1958：凯瑟琳·德林克·鲍文（英语：Catherine Drinker Bowen）《The Lion and the Throne》
- 1959：让·克里斯托弗·赫罗德（英语：J. Christopher Herold） 《Mistress to an Age: A Life of Madame de Staël》
- 1960：理查德·埃曼 《James Joyce》
- 1961：威廉·劳伦斯·夏伊勒 《第三帝国的兴亡》
- 1962：刘易斯·芒福德 《城市发展史：起源、演变和前景（英语：The City in History）》
- 1963：莱昂·埃德尔（英语：Leon Edel）《Henry James, volumes II and III》
- 1984：罗伯特·V·雷米尼（英语：Robert_V._Remini）《Andrew Jackson: The Course of American Democracy, 1833-1845》
- 1985：J·安东尼·卢卡斯（英语：J._Anthony_Lukas）《Common Ground: A Turbulent Decade in the Lives of Three American Families》
- 1986：巴里·洛佩茲（英语：Barry_Lopez）《Arctic Dreams: Imagination and Desire in a Northern Landscape》
- 1987：理查德·罗兹 《原子弹秘史》
- 1988：尼尔·希恩（英语：Neil Sheehan） 《一个光芒四射的谎言：约翰·保罗·范恩和美国在越南》（英语：A_Bright_Shining_Lie）
- 1989：托马斯·弗里德曼 《从贝鲁特到耶路撒冷》（英语：From Beirut to Jerusalem）
- 1990：罗恩·切尔诺夫（英语：Ron Chernow） 《摩根财团：美国一代银行王朝和现代金融业的崛起》（英语：The_House_of_Morgan）
- 1991：奥兰多·帕特森（英语：Orlando Patterson） 《Freedom, Vol. 1: Freedom in the Making of Western Culture》
- 1992：保罗·莫奈 《Becoming a Man: Half a Life Story》
- 1993：戈尔·维达尔 《United States: Essays 1952-1992》
- 1994：舍温·B·努兰《死亡之书》
- 1995：蒂娜·罗森伯格（英语：Tina Rosenberg） 《The Haunted Land: Facing Europe's Ghosts After Communism》
- 1996：詹姆斯·卡罗尔（英语：James_Carroll_(author)）《An American Requiem: God, My Father, and the War that Came Between Us》
- 1997：约瑟夫·埃利斯 《美国的狮身人面像：托马斯·杰弗逊的性格》
- 1998：爱德华·波尔（英语：Edward_Ball_(American_author)）《Slaves in the Family》
- 1999：约翰·W·道尔 《拥抱战败：二次大战后的日本人》
- 2000：纳撒尼尔·菲尔布里克（英语：Nathaniel Philbrick） 《海洋深处：“埃塞克斯号”捕鲸船罹难记（英语：In_the_Heart_of_the_Sea）》
- 2001：安德鲁·所罗门（英语：Andrew Solomon） 《正午惡魔（英语：The_Noonday_Demon）》
- 2002：罗伯特· A·卡罗（英语：Robert Caro）《Master of the Senate: The Years of Lyndon Johnson》
- 2003：卡洛斯·艾瑞（英语：Carlos Eire）《在哈瓦那等雪：一个古巴男孩的自白》（英语：Waiting for Snow in Havana）
- 2004：凯文·博伊尔（英语：Kevin_Boyle_(historian)）《正义之弧：爵士乐时代的种族、民权与谋杀（英语：Arc of Justice）》
- 2005：琼·蒂蒂安 《奇想之年》（英语：The Year of Magical Thinking）
- 2006：蒂莫西·伊根（英语：Timothy Egan）《最艰难时期》（英语：The Worst Hard Time）
- 2007：蒂姆·韦纳 《灰烬的遗产：中央情报局的历史（英语：Legacy_of_Ashes_(book)）》
- 2008：安妮特·戈登-里德（英语：Annette Gordon-Reed）《蒙蒂塞洛的海明斯：一个美国家庭》（英语：The_Hemingses_of_Monticello）
- 2009：T·J·斯泰尔斯（英语：T.J. Stiles）《第一大亨：美国商业巨擘范德比尔特的伟大人生》（英语：The First Tycoon）
- 2010：帕蒂·史密斯《只是孩子（英语：Just Kids）》
- 2011：斯蒂芬·格林布拉特《大转向：世界如何步入现代》（英语：The Swerve）
- 2012：凯瑟琳·布（英语：Katherine Boo）《美好时代的背后（英语：Behind the Beautiful Forevers）》
- 2013：乔治·帕克《下沉年代》
- 2014：欧逸文（英语：Evan Osnos）《野心时代：在新中国追求财富、真相和信仰（英语：Age_of_Ambition）》
- 2015：塔-奈西希·科特斯（英语：Ta-Nehisi_Coates）《在世界与我之间》
- 2016：伊布拉姆·X·肯迪（英语：Ibram_X._Kendi）《天生的标签：美国种族主义思想的历史（英语：Stamped from the Beginning）》
- 2017：玛莎·格森（英语：Masha Gessen）《The Future Is History: How Totalitarianism Reclaimed Russia》
- 2018：杰弗里·C·斯图尔特（英语：Jeffrey C. Stewart）《新黑人：阿兰·洛克的生平（英语：The New Negro: The Life of Alain Locke）》
- 2019：萨拉·M·布鲁姆（英语：Sarah M. Broom）《黄色房子（英语：The Yellow House (book)）》
- 2020: 莱斯利·佩恩（英语：Les Payne）、塔玛拉·佩恩（Tamara Payne）《死而复生：马尔科姆·X的一生（英语：The Dead Are Arising）》
- 2021: 蒂娅·迈尔斯（英语：Tiya Miles）《她所承載的一切（英语：All That She Carried: The Journey of Ashley's Sack, a Black Family Keepsake）》

## 诗歌奖
1950年起颁发，1984年取消，七年后恢复。
- 1950：威廉·卡洛斯·威廉斯, Paterson: Book Three and Selected Poems
- 1951: 华莱士·史蒂文斯, The Auroras of Autumn
- 1952: Marianne Moore, Collected Poems
- 1953：Archibald MacLeish， Collected Poems, 1917-1952
- 1954：Conrad Aiken, Collected Poems
- 1955：华莱士·史蒂文斯, The Collected Poems of Wallace Stevens
- 1956：威斯坦·休·奥登, The Shield of Achilles
- 1957：Richard Wilbur, Things of This World
- 1958：罗伯特·佩恩·沃伦, Promises: Poems, 1954-1956
- 1959：迪奥多·罗赛克, Words for the Wind
- 1960：Robert Lowell, Life Studies
- 1961: Randall Jarrell, The Woman at the Washington Zoo
- 1962: Alan Dugan, Poems
- 1963: William Stafford, Traveling Through the Dark
- 1964: John Crowe Ransom, Selected Poems
- 1965: 迪奥多·罗赛克, The Far Field
- 1966:	James Dickey, Buckdancer's Choice
- 1967:	James Merrill, Nights and Days
- 1968:	罗伯特·布莱, The Light Around the Body
- 1969:	John Berryman, His Toy, His Dream, His Rest
- 1970:	伊丽莎白·毕晓普, The Complete Poems
- 1971:	Mona Van Duyn, To See, To Take
- 1972:	弗兰克·奥哈拉, The Collected Works of Frank O'Hara
- 1972: 	Howard Moss, Selected Poems
- 1973:	A·R·阿门斯, Collected Poems, 1951-1971
- 1974:	Allen Ginsberg, The Fall of America: Poems of these States, 1965-1971
- 1974:  艾德丽安·里奇, Diving into the Wreck: Poems 1971–1972
- 1975:	Marilyn Hacker, Presentation Piece
- 1976: 约翰·阿什伯里, Self-portrait in a Convex Mirror
- 1977: 理查·艾伯哈特, Collected Poems, 1930-1976
- 1978:	Howard Nemerov, The Collected Poems of Howard Nemerov
- 1979:	James Merrill, Mirabell: Book of Numbers
- 1980:	Philip Levine, Ashes: Poems New and Old
- 1981:	Lisel Mueller, The Need to Hold Still
- 1982:	William Bronk, Life Supports: New and Collected Poems
- 1983:	高尔威·金内尔, Selected Poems
- 1983:	Charles Wright, Country Music: Selected Early Poems
- 1991:	Philip Levine, What Work Is
- 1992:	玛丽·奥利弗, New and Selected Poems
- 1993:	A·R·阿门斯, Garbage
- 1994:	James Tate, A Worshipful Company of Fletchers
- 1995:	Stanley Kunitz, Passing Through: The Later Poems
- 1996:	Hayden Carruth, Scrambled Eggs and Whiskey
- 1997:	William Meredith, Effort at Speech: New and Selected Poems
- 1998:	Gerald Stern, This Time: New and Selected Poems
- 1999:	Ai, Vice: New and Selected Poems
- 2000:	Lucille Clifton, Blessing the Boats: New and Selected Poems 1988-2000
- 2001:	Alan Dugan, Poems Seven: New and Complete Poetry
- 2002:	Ruth Stone, In the Next Galaxy
- 2003:	C. K. Williams, The Singing
- 2004:	Jean Valentine, Door in the Mountain: New and Collected Poems, 1965-2003
- 2005:	威廉·斯坦利·默温, Migration: New and Selected Poems
- 2006:	Nathaniel Mackey, Splay Anthem
- 2007:	Robert Hass, Time and Materials: Poems, 1997-2005
- 2008:	马克·多蒂, Fire to Fire: New and Collected Poems
- 2009:	Keith Waldrop, Transcendental Studies: A Trilogy
- 2010:	Terrance Hayes, Lighthead
- 2011:	Nikky Finney, Head Off & Split
- 2012:	David Ferry, Bewilderment: New Poems and Translations
- 2013:	Mary Szybist, Incarnadine
- 2014:	路易丝·格吕克, Faithful and Virtuous Night
- 2015:	Robin Coste Lewis, Voyage of the Sable Venus.
- 2016:	Daniel Borzutzky, The Performance of Becoming Human
- 2017:	弗兰克·比达特（英语：Frank Bidart）, Half-light: Collected Poems 1965–2016
- 2018:  Justin Phillip, Reed	Indecency
- 2019:  施家彰（英语：Arthur Sze）[8], Sight Lines
- 2020:  崔唐梅（英语：Don Mee Choi）[9], 《朝韩非军事区》（DMZ Colony）
- 2021:  马丁·埃斯帕达（英语：Martín Espada）, Floaters

## 杰出貢獻獎
该列表为自1988年开始的获奖者名单。
- 1988 - 傑森·愛潑斯坦（英语：Jason_Epstein）
- 1989 - 丹尼尔·布尔斯廷
- 1990 - 索尔·贝洛
- 1991 - 尤朵拉·韋緹（英语：Eudora_Welty）
- 1992 - 詹姆·勞夫林（英语：James_Laughlin）
- 1993 - 柯利夫頓·費迪曼（英语：Clifton_Fadiman）
- 1994 - 格温多林·布鲁克斯
- 1995 - 大卫·麦卡洛
- 1996 - 托妮·莫里森
- 1997 - 斯特茲·特克爾（英语：Studs_Terkel）
- 1998 - 約翰·厄普戴克
- 1999 - 歐普拉·溫芙蕾
- 2000 - 雷·布萊伯利
- 2001 - 阿瑟·米勒
- 2002 - 菲利浦·羅斯
- 2003 - 史蒂芬·金
- 2004 - 朱迪·布鲁姆
- 2005 - 諾曼·梅勒
- 2006 - 艾德丽安·里奇
- 2007 - 瓊·蒂蒂安
- 2008 - 汤婷婷
- 2009 - 戈尔·维达尔
- 2010 - 汤姆·沃尔夫
- 2011 - 约翰·阿什伯里
- 2012 - 埃尔莫尔·伦纳德
- 2013 - E·L·多克托罗
- 2014 - 娥蘇拉·勒瑰恩
- 2015 - 堂·德里罗
- 2016 - 罗伯特·卡罗
- 2017 - 安妮·普露
- 2018 - 伊莎貝·阿言德
- 2019 - 埃德蒙·怀特（英语：Edmund_White）
- 2020 - 沃尔特·莫斯利（英语：Walter_Mosley）
- 2021 - 凯伦·泰伊·山下义韶（英语：Karen Tei Yamashita）

## 卓越服务奖
2005年起颁发。
- 2005: 劳伦斯·弗林盖蒂
- 2006: 罗伯特·史威尔斯 、芭芭拉·爱泼斯坦
- 2007: 特里·格罗斯（英语：Terry_Gross）
- 2008: 巴尼·罗塞特（英语：Barney_Rosset）
- 2009: 大卫·艾格斯（英语：Dave_Eggers）
- 2010: 琼·甘兹·库尼（英语：Joan_Ganz_Cooney）
- 2011: 米歇尔·卡普兰（Mitchell Kaplan）
- 2012: 小阿瑟·蘇茲伯格
- 2013: 马娅·安杰卢
- 2014: 凯尔·季默（英语：First_Book）
- 2015: 詹姆斯·帕特森
- 2016: Cave Canem
- 2017: 理查德·罗宾逊（英语：Richard Robinson (chief executive)）
- 2018: 多伦·韦伯（英语：Doron_Weber）
- 2019: Oren J. Teicher
- 2020: 卡罗琳·里迪（英语：Carolyn_Reidy）
- 2021: 南希·珀尔（英语：Nancy Pearl）

## 外部連結
- The official website of the National Book Awards